# Waterpolo als Jocs Olímpics d'estiu de 1980
Als Jocs Olímpics d'Estiu de 1980 celebrats a la ciutat de Moscou (Unió Soviètica) es disputà una prova de waterpolo en categoria masculina. La competició se celebrà entre els dies 20 i 29 de juliol de 1980 a la Piscina Olímpica del Complex Olympiiski i la Piscina Olímpica de l'Estadi Central Lenin..

## Comitès participants
Hi participaren un total de 132 jugadors de 12 comitès nacionals diferents:
| - Austràlia - Bulgària - Cuba | - Espanya - Grècia - Hongria | - Itàlia - Iugoslàvia - Països Baixos | - Suècia - Romania - Unió Soviètica |

## Resum de medalles
| Prova             | Or | Argent | Bronze |
| Waterpolo masculí | Unió SovièticaEvgeni Sharonov · Sergei Kotenko · Vladimir Akimov · Evgeni Grishin · Mait Riisman · Aleksandr Kabanov · Aleksei Barkalov · Erkin Shagaev · Georgi Mshvenieradze · Mikhaïl Ivanov · Viacheslav Sobchenko | IugoslàviaLuko Vezilić · Zoran Gopčević · Damir Polić · Ratko Rudić · Zoran Mustur · Zoran Roje · Milivoj Bebić · Slobodan Trifunović · Petar Kočić · Predrag Manojlović · Milorad Krivokapić | HongriaEndre Molnár · István Szivós · Attila Sudár · György Gerandás · György Horkai · Gábor Csapó · István Kiss · István Udvardi · László Kuncz · Tamás Faragó · Károly Hauszler |

## Medaller
| Posició | País           | Or | Argent | Bronze | Total |
| 1       | Unió Soviètica | 1  | 0      | 0      | 1     |
| 2       | Iugoslàvia     | 0  | 1      | 0      | 1     |
| 3       | Hongria        | 0  | 0      | 1      | 1     |

## Resultats

### Primera ronda
Grup A
|    | Equip         | Pts | J | G | E | P | GF | GC | Dif. |
| -- | ------------- | --- | - | - | - | - | -- | -- | ---- |
| 1. | Hongria       | 5   | 3 | 2 | 1 | 0 | 19 | 14 | +5   |
| 2. | Països Baixos | 4   | 3 | 2 | 0 | 1 | 16 | 15 | +1   |
| 3. | Romania       | 3   | 3 | 1 | 1 | 1 | 15 | 15 | 0    |
| 4. | Grècia        | 0   | 3 | 0 | 0 | 3 | 16 | 22 | –6   |

- 20 de juliol
  - Hongria 6-6 Romania
  - Grècia 7-8 Països Baixos
- 21 de juliol
  - Hongria 5-3 Països Baixos
  - Grècia 4-6 Romania
- 22 de juliol
  - Hongria 8-5 Grècia
  - Romania 3-5 Països Baixos

Grup B
|    | Equip          | Pts | J | G | E | P | GF | GC | Dif. |
| -- | -------------- | --- | - | - | - | - | -- | -- | ---- |
| 1. | Unió Soviètica | 6   | 3 | 3 | 0 | 0 | 24 | 10 | +14  |
| 2. | Espanya        | 4   | 3 | 2 | 0 | 1 | 15 | 11 | +4   |
| 3. | Itàlia         | 1   | 3 | 0 | 1 | 2 | 14 | 17 | –2   |
| 4. | Suècia         | 1   | 3 | 0 | 1 | 2 | 8  | 23 | –15  |

- 20 de juliol
  - Suècia 3-7 Espanya
  - URSS 8-6 Itàlia
- 21 de juliol
  - Suècia 4-4 Itàlia
  - URSS 4-3 Espanya
- 22 de juliol
  - Suècia 1-12 URSS
  - Espanya 5-4 Itàlia

Grup C
|    | Equip      | Pts | J | G | E | P | GF | GC | Dif. |
| -- | ---------- | --- | - | - | - | - | -- | -- | ---- |
| 1. | Iugoslàvia | 5   | 3 | 2 | 1 | 0 | 24 | 10 | +14  |
| 2. | Cuba       | 5   | 3 | 2 | 1 | 0 | 19 | 11 | +8   |
| 3. | Austràlia  | 2   | 3 | 1 | 0 | 2 | 15 | 20 | –5   |
| 4. | Bulgària   | 0   | 3 | 0 | 0 | 3 | 8  | 25 | –17  |

- 20 de juliol
  - Iugoslàvia 6-6 Cuba
  - Austràlia 9-5 Bulgària
- 21 de juliol
  - Iugoslàvia 9-2 Bulgària
  - Austràlia 4-6 Cuba
- 22 de juliol
  - Iugoslàvia 9-2 Austràlia
  - Cuba 7-1 Bulgària

### Ronda final
Grup A
|    | Equip          | Pts | J | G | E | P | GF | GC | Diff |
| -- | -------------- | --- | - | - | - | - | -- | -- | ---- |
| 1. | Unió Soviètica | 10  | 5 | 5 | 0 | 0 | 34 | 21 | +13  |
| 2. | Iugoslàvia     | 7   | 5 | 3 | 1 | 1 | 34 | 32 | +2   |
| 3. | Hongria        | 6   | 5 | 3 | 0 | 2 | 32 | 30 | +2   |
| 4. | Espanya        | 4   | 5 | 2 | 0 | 3 | 28 | 31 | –3   |
| 5. | Cuba           | 2   | 5 | 0 | 2 | 3 | 31 | 38 | –7   |
| 6. | Països Baixos  | 1   | 5 | 0 | 1 | 4 | 26 | 33 | –7   |

- 24 de juliol
  - Hongria 4-5 URSS
  - Països Baixos 5-6 Espanya
  - Iugoslàvia 7-7 Cuba
- 25 de juliol
  - Hongria 7-8 Iugoslàvia
  - Països Baixos 7-7 Cuba
  - URSS 6-2 Espanya
- 26 de juliol
  - Hongria 6-5 Espanya
  - Països Baixos 4-5 Iugoslàvia
  - URSS 8-5 Cuba
- 28 de juliol
  - Hongria 7-5 Cuba
  - Països Baixos 3-7 URSS
  - Espanya 6-7 Iugoslàvia
- 29 de juliol
  - Hongria 8-7 Països Baixos
  - URSS 8-7 Iugoslàvia
  - Espanya 9-7 Cuba

Grup B
|     | Equip     | Pts | J | G | E | P | GF | GC | Diff |
| --- | --------- | --- | - | - | - | - | -- | -- | ---- |
| 7.  | Austràlia | 9   | 5 | 4 | 1 | 0 | 30 | 19 | +11  |
| 8.  | Itàlia    | 8   | 5 | 4 | 0 | 1 | 26 | 18 | +8   |
| 9.  | Romania   | 7   | 5 | 3 | 1 | 1 | 36 | 26 | +10  |
| 10. | Grècia    | 4   | 5 | 2 | 0 | 3 | 28 | 28 | 0    |
| 11. | Suècia    | 2   | 5 | 1 | 0 | 4 | 23 | 40 | –17  |
| 12. | Bulgària  | 0   | 5 | 0 | 0 | 5 | 25 | 37 | –12  |

- 24 de juliol
  - Romania 3-5 Itàlia
  - Grècia 9-5 Suècia
  - Austràlia 8-5 Bulgària
- 25 de juliol
  - Romania 4-4 Austràlia
  - Grècia 6-4 Bulgària
  - Itàlia 8-3 Suècia
- 26 de juliol
  - Romania 8-3 Suècia
  - Grècia 2-4 Austràlia
  - Itàlia 5-4 Bulgària
- 28 de juliol
  - Romania 10-6 Bulgària
  - Grècia 3-4 Itàlia
  - Suècia 4-9 Austràlia
- 29 de juliol
  - Romania 11-8 Grècia
  - Itàlia 4-5 Austràlia
  - Suècia 8-6 Bulgària